# الفتح بن خاقان
أبو محمد الفتح بن أحمد بن غرطوج، هو وزير وأديب وشاعر ترعرع في أحضان الدولة العباسية، من أصول تُركية، عينه المتوكل أميراً ونائباً لشؤون مصر وإفريقية، اتخذه المتوكل أخاً، وكان يقدمه على سائر ولده وأهله، اشتهر بدوره في إخماد الفتنة التي وقعت بين بطون قبيلة تغلب العربية عام 243 هجرية 857 ميلادية حين عهد إليه المتوكل بذلك، قتل مع الخليفة المتوكل في سامراء سنة 247 هجرية الموافقة لـ 861 ميلادية.

## ذكائه وحكمته
تَذكر كلا الصفتان في الكتب المختصة بالنوادر أمثال:
- كتاب الأذكياء لإبن الجوزي.
- المستطرف في كل فن مستظرف للأبشيهي المحلى.
- وذكره الجاحظ في الرسالة المتحدثة عن مساوئ أخلاق الكتاب.

## آثاره
- اختلاف الملوك.
- الصيد والجوارح.
- الروضة والزهر.
- وله شعر.